# Øya

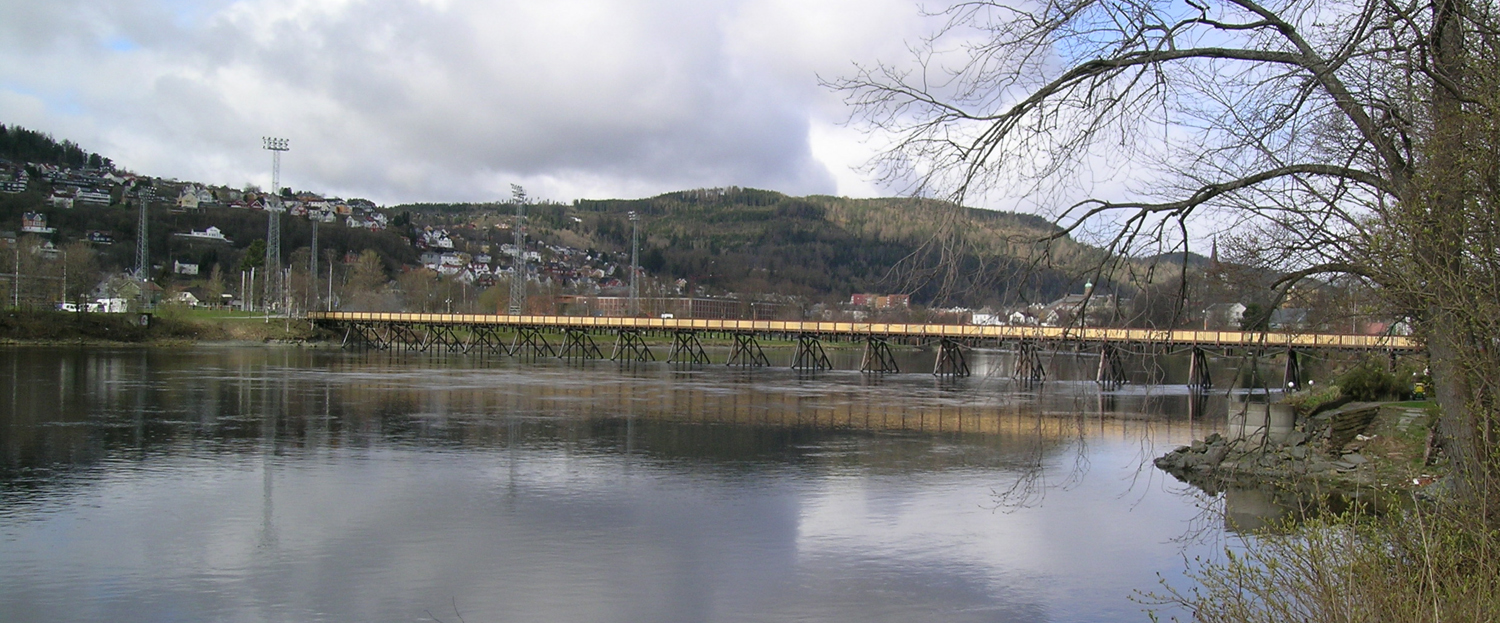
El área es principalmente residencial pero en ella se encuentra también el Hospital Universitario San Olaf así como departamentos de la Universidad Noruega de Ciencia y Tecnología y Colegio Universitario Sør-Trøndelag.

a es una zona de Trondheim (Noruega) que forma una península en el río Nidelva, con Elgeseter al este. El área es principalmente residencial pero en ella se encuentra también el Hospital Universitario San Olaf así como departamentos de la Universidad Noruega de Ciencia y Tecnología y Colegio Universitario Sør-Trøndelag. 
- Datos: Q6516876
- Multimedia: Øya, Trondheim / Q6516876